# Франкфуртские говяжьи колбаски

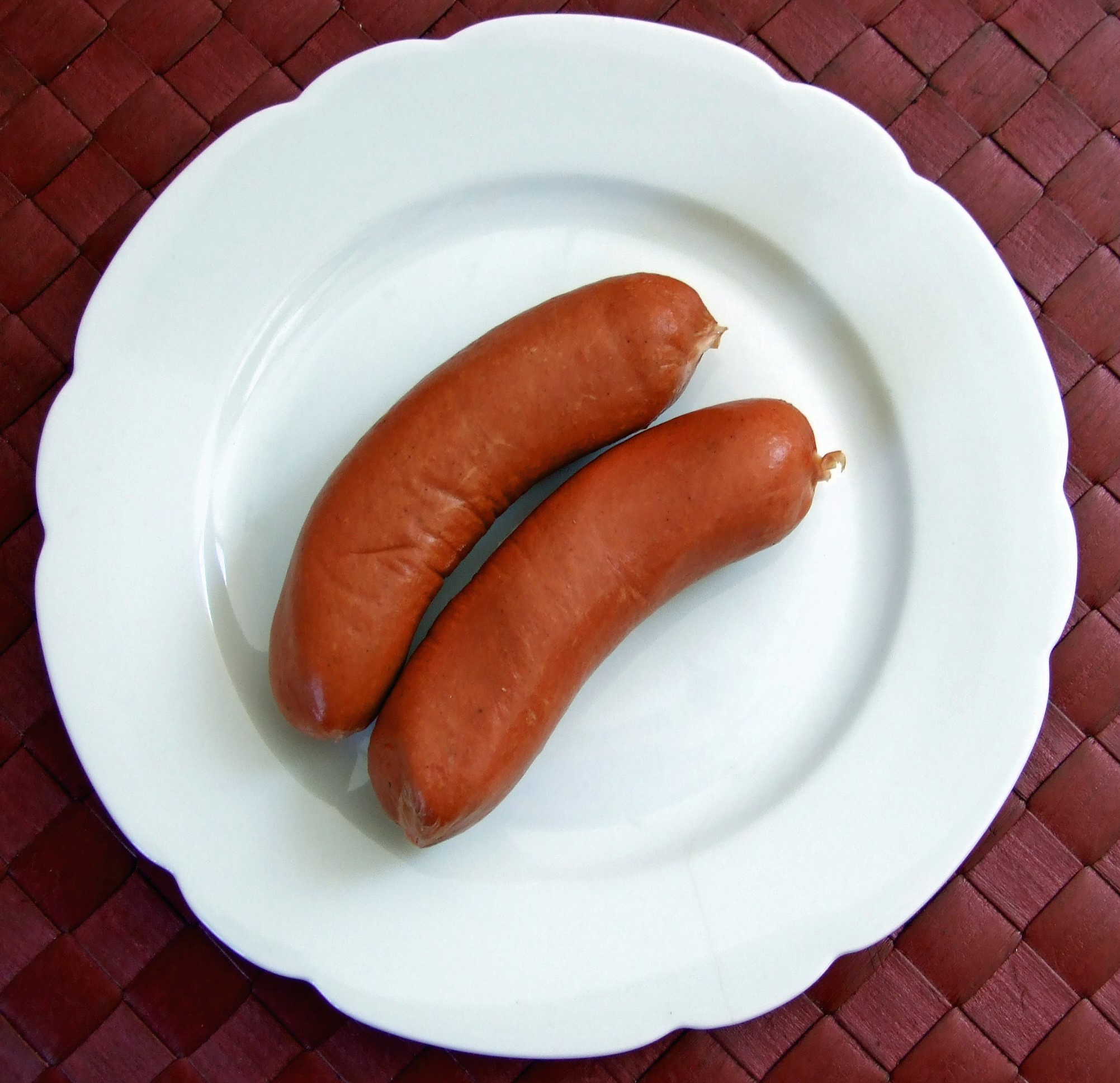
Франкфуртские риндсвурсты

Франкфуртские говяжьи колбаски (риндсвурст, нем. Frankfurter Rindswurst) — типичные колбаски из Франкфурта-на-Майне. Наиболее известный производитель — компания Gref-Völsing.
Рецепт колбасок, предназначенных как для отваривания, так и для жарки, является фамильным секретом. Франкфуртские говяжьи колбаски производятся исключительно из говядины наивысшего качества, получаемой от скота с пастбищ Гогенлоэ. Говяжий фарш с нитритной смесью медленно измельчают на куттере с добавлением снежного льда и жира и приправляют белым перцем и паприкой. При необходимости используется стабилизатор цвета. Колбаски проходят горячее копчение в течение часа или полутора часов. Колбаска весит около 100 г и упаковывается в натуральную оболочку диаметром 32—34 мм.